# Seventeen Seconds
Seventeen Seconds (del inglésː Diecisiete segundos) es el segundo álbum de estudio de la banda británica de rock The Cure, lanzado en abril de 1980. Está considerado por su vocalista y líder, Robert Smith, como el primer verdadero disco de la banda.
Tras su debut, la banda creó una atmósfera depresiva que fue un preludio de sus obras posteriores: Faith y Pornography y que se editaron en 1981 y 1982, respectivamente. Estos tres álbumes conforman la llamada trilogía gótica o trilogía siniestra. Contiene la afamada canción «A Forest».
Está listado en 1001 Álbumes que hay que oir antes de morir, edición 2018, Los 100 mejores álbumes británicos de todos los tiempos de la Revista Q, los 200 mejores álbumes de todos los tiempos de Uncut. Asimismo, figura en el puesto 587 de los 1000 mejores álbumes de todos los tiempos de Vulture entre otros.

## Antecedentes

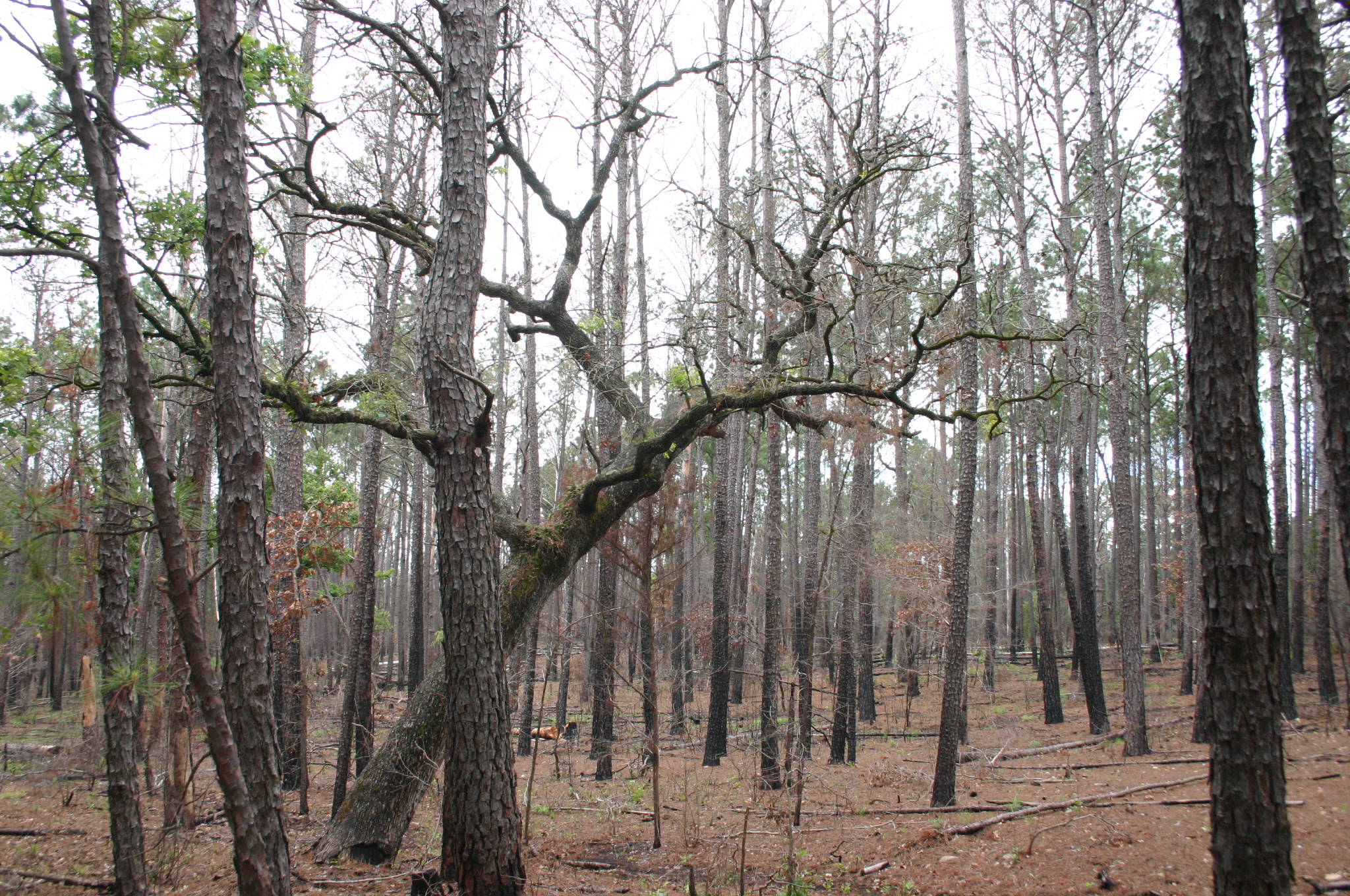
«A Forest» fue producto de una pesadilla que tuvo Robert Smith durante su niñez y la canción más famosa del álbum. En la foto, un bosque del parque estatal de Bastrop, Texas (USA), similar al descrito por Smith en su canción.

Luego del éxito de Three Imaginary Boys, Robert Smith decidió componer nuevo material, insatisfecho por el desempeño de su disco, ya que lo consideraba hecho sin tiempo, con afanes, errores y sonidos adolescentes que quería evolucionar, además de que la inexperiencia los había dejado decepcionados.
Como parte de su gira promocional, The Cure coincidió con la banda británica Siouxsie And The Banshees, y Robert Smith tocó para la banda en 1979, y al mismo tiempo su banda fue telonera de la de Siouxsie. Este hecho influyó mucho en Smith, quien incorporó la atmósfera sombría de la banda en su propia personalidad, y que luego se vería reflejado en su estilo visual.
En ese contexto, Smith sustituyó a su compañero Michael Dempsey por el bajista de The Magsipies Simon Gallup. Matthieu Hartley se añadió también como teclista. La salida de Dempsey del grupo se debió a diferencias estilísticas y personales con el líder de la banda.
Robert Smith comentó que las letras y la música de Seventeen Seconds surgieron en un par de sesiones muy inspiradas, tras una trifulca con unos hombres de negocios de un hotel y, a continuación, tras un desengaño por teléfono con su novia de aquel entonces, Mary Poole.[cita requerida] En la habitación del hotel de Newcastle, Smith dio forma a las primeras letras embrionarias del álbum: «Quería mostrar mi parte más oscura y siniestra... Espero que la gente pueda ver toda la fealdad que hay en mí y lo infelices que puedo hacer a los demás...» dijo Smith.[cita requerida]
Como resultado, Seventeen Seconds fue el trabajo más personal de Robert Smith hasta la fecha y que, a pesar de tentaciones comerciales, gozó de cierto éxito de ventas.[cita requerida]
El recopilatorio Boys Don't Cry, alabado por la crítica, está considerado su debut en los Estados Unidos fue lanzado en febrero de 1980, cuando la banda se encontraba grabando Seventeen Seconds.

### Influencias
Smith quiso que su segundo álbum tuviera cimientos en sus gustos bizarros como Low de David Bowie, Five Leaves Left de Nick Drake, Live Isle Of Wight de Jimi Hendrix, Astral Weeks de Van Morrison y Gayaneh de Aram Jachaturián. Smith dijo al respecto de sus influencias: «Quería que The Cure creara una especie rara híbrida música que tenga conexión con esos cinco álbumes.»[cita requerida]
El guitarrista quiso con Seventeen Seconds quitarse el desazón que le dejó la producción de su anterior álbum Three Imaginary Boys donde nunca tuvo el control creativo del disco, así que tomó la determinación que su segunda producción debería ser algo con lo que él se sintiera orgulloso. Smith, reconoció en multitud de ocasiones que Seventeen Seconds fue realmente el primer álbum de The Cure.

## Grabación
Smith y su banda empezaron a grabar el álbum meses después de su debut, en el verano de 1979 y optaron por el cambio de su productor por el ingeniero de sonido Mike Hedges. El equipo trabajó en el Estudio 1 de los Morgan Studios, en Londres, Reino Unido. El álbum tuvo un carácter marcadamente nocturno, con canciones como «At Night» y letras como las de «Secrets»: «All night, everything slowing down» (traducida libremente del inglés: «toda la noche, todo deteniéndose»). Seventeen Seconds fue extremadamente maduro y emocional para una banda formada por artistas aún muy jóvenes, que habían dado un salto musical enorme en apenas sólo un año. El álbum contiene efectos trabajados como ecos vocales, guitarras con sonido similar al acústico, ritmos de batería minimalistas, letras desgarradas, algunos toques escuetos de piano, líneas subterráneas de bajo y una voz seca e intencionadamente ausente.
El trabajo de Hartley a los sintetizadores le dio una dimensión más compleja al sonido de la banda, convirtiéndolo en algo más etéreo. Por ello Smith, enemigo en aquella época de la complejidad, tuvo algún enfrentamiento con Hartley, que desembocó en la salida de este último de la banda tras la gira de promoción del álbum.[cita requerida]

### Estilo musical
El álbum marcó un momento de contemplación ante una realidad poco agradable. Seventeen Seconds estuvo influenciado por literatos de la corriente existencialista admirados por Robert Smith. Así mismo, el disco recogió momentos del movimiento Post-punk cuyos máximos representantes fueron bandas inglesas como Siouxsie And The Banshees, Magazine, Joy Division, The Fall y los propios The Cure. La publicación de Seventeen Seconds fue un pequeño hito dentro de ese movimiento musical británico.[cita requerida]

## Lanzamiento y recepción
El álbum fue lanzado el 22 de abril de 1980, bajo el sello Fiction Records. Al respecto, Smith afirmó:

Durante Seventeen Seconds, sinceramente sentimos que estábamos creando algo que nadie más había hecho. A partir de este momento, pensé que cada álbum sería el último álbum de The Cure, así que siempre traté de hacer algo que fuera amable de un hito. Siento que es uno de los pocos álbumes que realmente lo logró.
Robert Smith

### Crítica
El álbum tuvo una acogida desigual por parte de los críticos. Algunos elogiaron el trabajo, mientras que otros lo describieron como una mera «colección de bandas sonoras».[cita requerida] Un crítico tachó el álbum de ser «triste, sentado en habitaciones frías, mirando relojes». Otros consideraron Seventeen Seconds como «el álbum» por antomasia de The Cure. A pesar de opiniones contradictorias, Seventeen Seconds fue uno de los discos más influyentes de la primera época de la banda.
Algunos medios comenzaron a prestarles atención y aparecieron largos artículos sobre el grupo, presentando las últimas fotos de Robert Smith todavía sin maquillaje y con el pelo corto, previas al cambio de look que se convirtió característico. La «anti-imagen» de la banda (con las ilustraciones incluidas en el álbum, la portada, y las fotos de los miembros del grupo) causó controversia en aquel momento. No obstante, el trabajo artístico, controlado por Robert Smith, a diferencia de lo que ocurrió con el primer álbum Three Imaginary Boys, así como la versión estadounidense del mismo Boys Don't Cry —donde la discográfica modificó la portada que estaba definida en un primer momento—, enlazó mucho mejor con la música que en aquel álbum.[cita requerida]
El disco fue posteriormente empaquetado junto con Faith en el Reino Unido, bajo el sello A&M, como Happily Ever After, como un doble LP y CD simple.

### Gira
El álbum contó con una gira de promoción llamada Seventeen Seconds Tour con la que giraron básicamente por el norte de Europa, por países como Inglaterra, Escocia, Alemania, el norte de Francia y, posteriormente, en un segunda manga, por el continente oceánico en países como Nueva Zelanda y Australia.

## Posiciones y certificaciones
| Año  | Lista | Posición | Certificación |
| ---- | ----- | -------- | ------------- |
| 1980 | UK    | 20       | —             |
| 1980 | AUS   | 39       | —             |
| 1980 | FRA   | 80       | —             |
| 1980 | NZ    | 9        | —             |

## Relanzamientos

### Edición de 2005
Seventeen Seconds se relanzó en el Reino Unido el 25 de abril de 2005, con dos discos. El primero contuvo una versión remasterizada del álbum original, mientras que el segundo recogió canciones en directo y demos, así como canciones de Cult Hero, una banda resultante de una alineación alternativa de componentes de The Cure, que a finales de los 70 gozaron de cierta fama. También existe una versión que solo incluye el primer disco remasterizado.

## Listado de canciones

### Edición original 1980
| N.º | Título                           | Duración |  |
| 1.  | «A Reflection (instrumental)»    | 2:08     |  |
| 2.  | «Play For Today»                 | 3:38     |  |
| 3.  | «Secrets»                        | 3:19     |  |
| 4.  | «In Your House»                  | 4:06     |  |
| 5.  | «Three»                          | 2:35     |  |
| 6.  | «The Final Sound (instrumental)» | 0:52     |  |
| 7.  | «A Forest»                       | 5:54     |  |
| 8.  | «M»                              | 3:03     |  |
| 9.  | «At Night»                       | 5:54     |  |
| 10. | «Seventeen Seconds»              | 4:01     |  |

- Todas las canciones fueron escritas por The Cure: (Smith/Gallup/Tolhurst/Hartley).

### Edición Remasterizada 2005
| Seventeen Seconds - Edición Deluxe 2CD |                                  |          |  |
| N.º                                    | Título                           | Duración |  |
| 1.                                     | «A Reflection (instrumental)»    | 2:08     |  |
| 2.                                     | «Play For Today»                 | 3:38     |  |
| 3.                                     | «Secrets»                        | 3:19     |  |
| 4.                                     | «In Your House»                  | 4:06     |  |
| 5.                                     | «Three»                          | 2:35     |  |
| 6.                                     | «The Final Sound (instrumental)» | 0:52     |  |
| 7.                                     | «A Forest»                       | 5:54     |  |
| 8.                                     | «M»                              | 3:03     |  |
| 9.                                     | «At Night»                       | 5:54     |  |
| 10.                                    | «Seventeen Seconds»              | 4:01     |  |

| Rarezas 1979-80 |                                                                                           |          |  |
| N.º             | Título                                                                                    | Duración |  |
| 1.              | «I'm a Cult Hero*» (sencillo en vinilo de Cult Hero, 12/79)                               | 2:59     |  |
| 2.              | «I Dig You*» (sencillo en vinilo de Cult Hero, 12/79)                                     | 3:40     |  |
| 3.              | «Another Journey by Train» (AKA 44f demo casera inédita instrumental del grupo, 1/80)     | 3:12     |  |
| 4.              | «Secrets» (demo casera inédita instrumental del grupo, 1/80)                              | 3:40     |  |
| 5.              | «Seventeen Seconds» (versión inédita en vivo en Ámsterdam, 1/80)                          | 3:59     |  |
| 6.              | «In Your House» (versión en vivo en Ámsterdam contenida en Curiosity, 1/80)               | 3:32     |  |
| 7.              | «Three» (mezcla inédita de estudio alternativa, 2/80)                                     | 2:45     |  |
| 8.              | «I Dig You*» (versión inédita en vivo de Cult Hero en el Marquee Club London, 3/80)       | 3:36     |  |
| 9.              | «I'm a Cult Hero*» (versión inédita en vivo de Cult Hero en el Marquee Club London, 3/80) | 3:21     |  |
| 10.             | «M» (versión inédita en vivo en Arnhem, 5/80)                                             | 2:56     |  |
| 11.             | «The Final Sound» (versión inédita en vivo en Francia, 6/80)                              | 0:26     |  |
| 12.             | «A Reflection» (versión inédita en vivo en Francia, 6/80)                                 | 1:39     |  |
| 13.             | «Play for Today» (versión inédita en vivo en Francia, 6/80)                               | 3:46     |  |
| 14.             | «At Night» (versión en vivo en Francia contenida en Curiosity, 6/80)                      | 5:37     |  |
| 15.             | «A Forest» (versión inédita en vivo en Francia, 6/80)                                     | 6:28     |  |

- (*) Canciones escritas por Robert Smith.

## Sencillos y lados B
| N.º | Título                                        | Duración |  |
| 1.  | «A Forest» (publicado el 28 de marzo de 1980) | 3:42     |  |
| 2.  | «Another Journey by Train» (lado B)           | 3:06     |  |

## Créditos
| The Cure - Robert Smith - (Líder) guitarra, voz - Simon Gallup - bajo - Matthieu Hartley - teclados - Laurence Tolhurst - batería Como Cult Hero - Frank Bell - Voz en I'm a Cult Hero y I Dig You en el CD dos de la edición 2005. | Producción - Producido por: The Cure, Mike Hedges - Grabado y mezclado en: Estudio 1, Estudios Morgan (Londres) - Publicado por: Fiction Records - Asistentes: Chris Parry y M L S - Ingenieros de sonido: Mike Hedges y Mike Dutton - Ingeniero asistente: Nigel Green y Andrew Warwick - Arte y diseño de la cubierta: Bill Smith y The Cure - Fotografías: Andrew Douglas - Agradecimientos: Flood, Graham, Rita, Alex, Marg & John |